# Douglas Fairbanks
Douglas Fairbanks   (Denver, 23 de maig de 1883 - Santa Monica, 12 de desembre de 1939) va ser un actor, guionista, director i productor estatunidenc que va destacar en pel·lícules d'acció de l'era del cinema mut, entre les quals destaquen La marca del Zorro (1920), Els tres mosqueters (1921), Robin Hood (1922), El lladre de Bagdad (1924) i El pirata negre (1926).
Fairbanks va ser membre fundador de United Artists. També va ser membre fundador de The Motion Picture Academy i va ser l'amfitrió dels primers Premis de l'Acadèmia el 1929. Amb el seu matrimoni amb l'actriu i productora de cinema Mary Pickford el 1920, la parella es va convertir en la "reialesa d'Hollywood", i Fairbanks va ser conegut com "El Rei". de Hollywood",
És el pare de l'actor Douglas Fairbanks Jr..

## Filmografia com a actor
Filmografia:

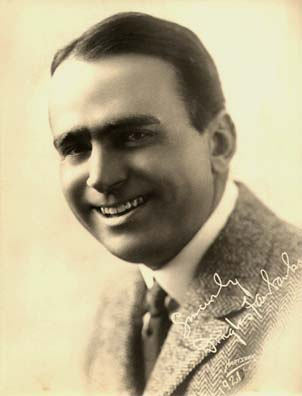
Douglas Fairbanks

- The Private Life of Don Juan (1934) .... Don Juan
- Mr. Robinson Crusoe (1932) .... Steve Drexel
- Reaching for the Moon (1930) .... Larry Day
- Terra Melophon Magazin Nr. 1 (1930) .... (episodi "Welches ist ihr Typ")
- The Taming of the Shrew (1929) .... Petruchio
- The Iron Mask (1929) .... D'Artagnan
- The Gaucho (1927) .... The Gaucho
- The Black Pirate (1926) .... The Black Pirate
- Ben-Hur: A Tale of the Christ (1925) ... Extra a la cursa (no surt als crèdits)
- Don Q, Son of Zorro (1925) .... Don Cesar Vega/Zorro
- El lladre de Bagdad (The Thief of Bagdad) (1924) .... El lladre de Bagdad
- Robin Hood (1922) .... Earl of Huntingdon/Robin Hood
- Els tres mosqueters (The Three Musketeers) (1921) .... D'Artagnan
- The Nut (1921) .... Charlie Jackson
- The Mark of Zorro (1920) .... Don Diego Vega/Señor Zorro
- The Mollycoddle (1920) .... Richard Marshall III, IV i V
- When the Clouds Roll By (1919) .... Daniel Boone Brown
- His Majesty, the American (1919) .... William Brooks
- The Knickerbocker Buckaroo (1919) .... Teddy Drake
- Arizona (1918) .... Tinent Denton
- Sic 'Em, Sam (1918) .... Democracy
- He Comes Up Smiling (1918) .... Jerry Martin
- Bound in Morocco (1918) .... George Travelwell
- Say! Young Fellow (1918) .... The Young Fellow
- Mr. Fix-It (1918) .... Dick Remington
- Headin' South (1918) .... Headin' South
- A Modern Musketeer (1917) .... Ned Thacker
- Reaching for the Moon (1917) .... Alexis Caesar Napoleon Brown
- The Man from Painted Post (1917) .... 'Fancy Jim' Sherwood
- Down to Earth (1917) .... Billy Gaynor
- Wild and Woolly (1917) .... Jeff Hillington
- In Again, Out Again (1917/II) .... Teddy Rutherford
- All-Star Production of Patriotic Episodes for the Second Liberty Loan (1917)
- The Americano (1916) .... Blaze Derringer
- The Matrimaniac (1916) .... Jimmie Conroy
- American Aristocracy (1916) .... Cassius Lee
- Manhattan Madness (1916) .... Steve O'Dare
- The Half-Breed (1916) .... Lo Dorman
- Flirting with Fate (1916) .... Augy Holliday
- The Mystery of the Leaping Fish (1916) .... Coke Ennyday
- Reggie Mixes In (1916) .... Reggie Van Deuzen
- The Good Bad Man (1916) .... Passin' Through
- The Habit of Happiness (1916) .... Sunny Wiggins
- His Picture in the Papers (1916) .... Pete Prindle
- Double Trouble (1915) .... Florian Amidon/Eugene Brassfield
- Martyrs of the Alamo (1915) ... Joe / soldat texà
- The Lamb (1915) .... Gerald